# Bibasis oedipodea
Bibasis oedipodea là một loài bướm trong họ Hesperiidae. Loài này được tìm thấy ở Nam Á và Đông Nam Á.

## Hình ảnh

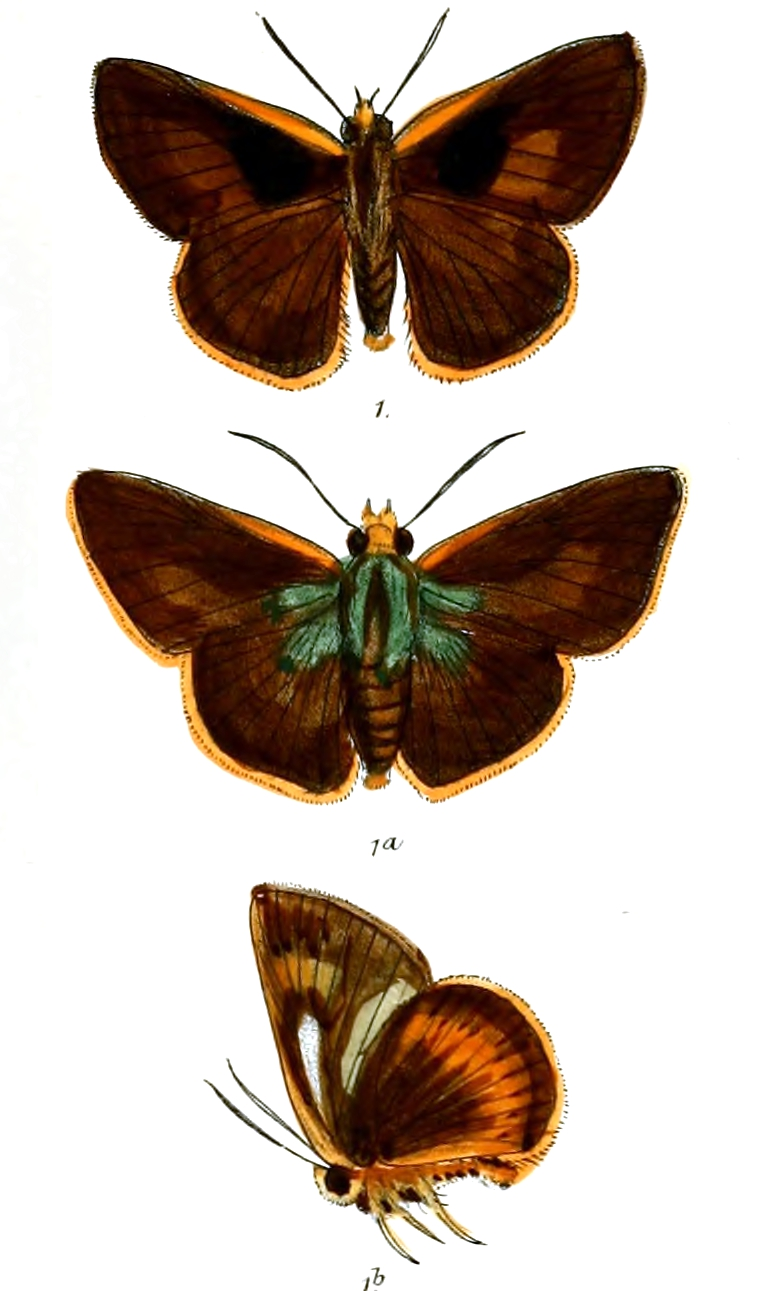
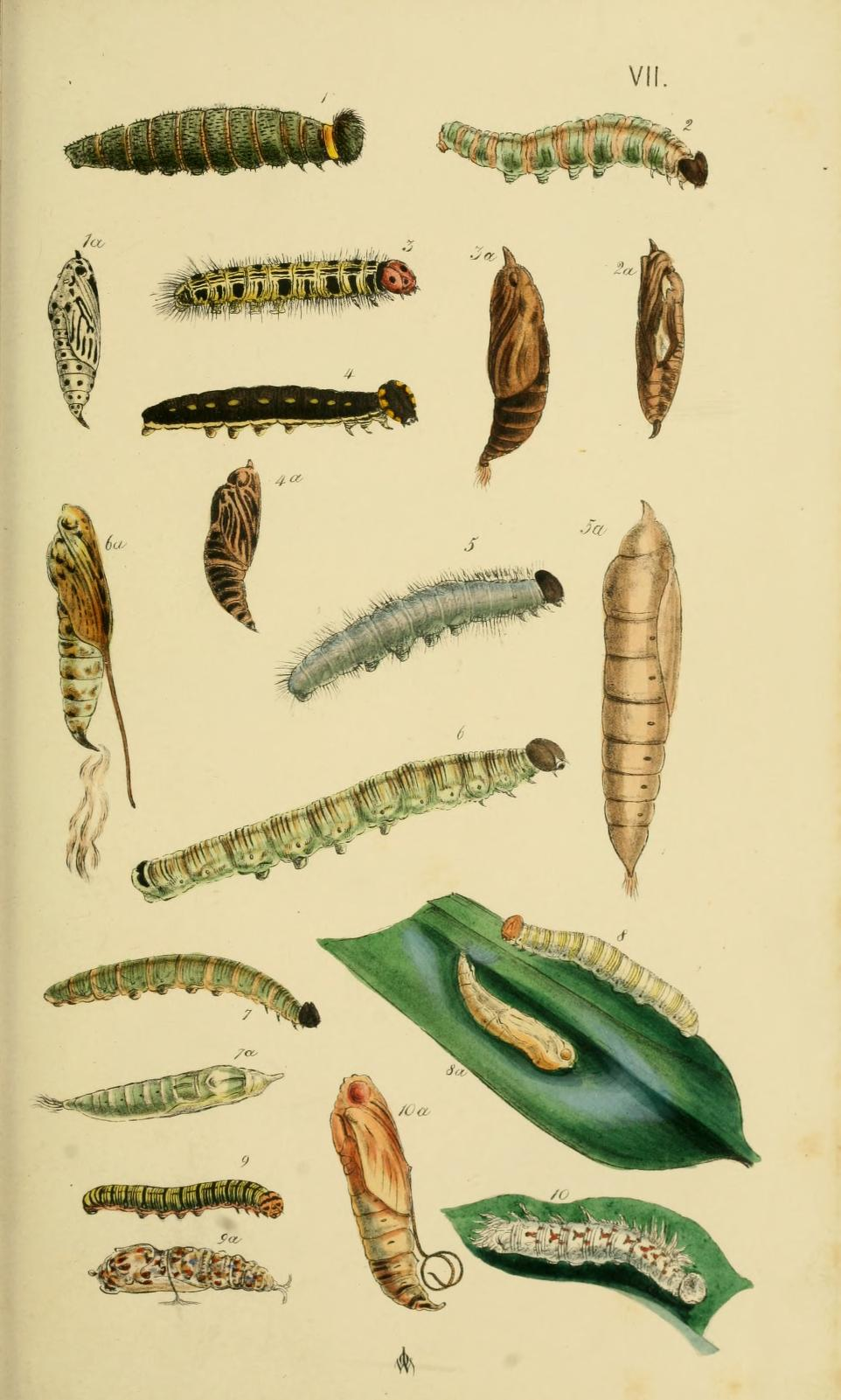
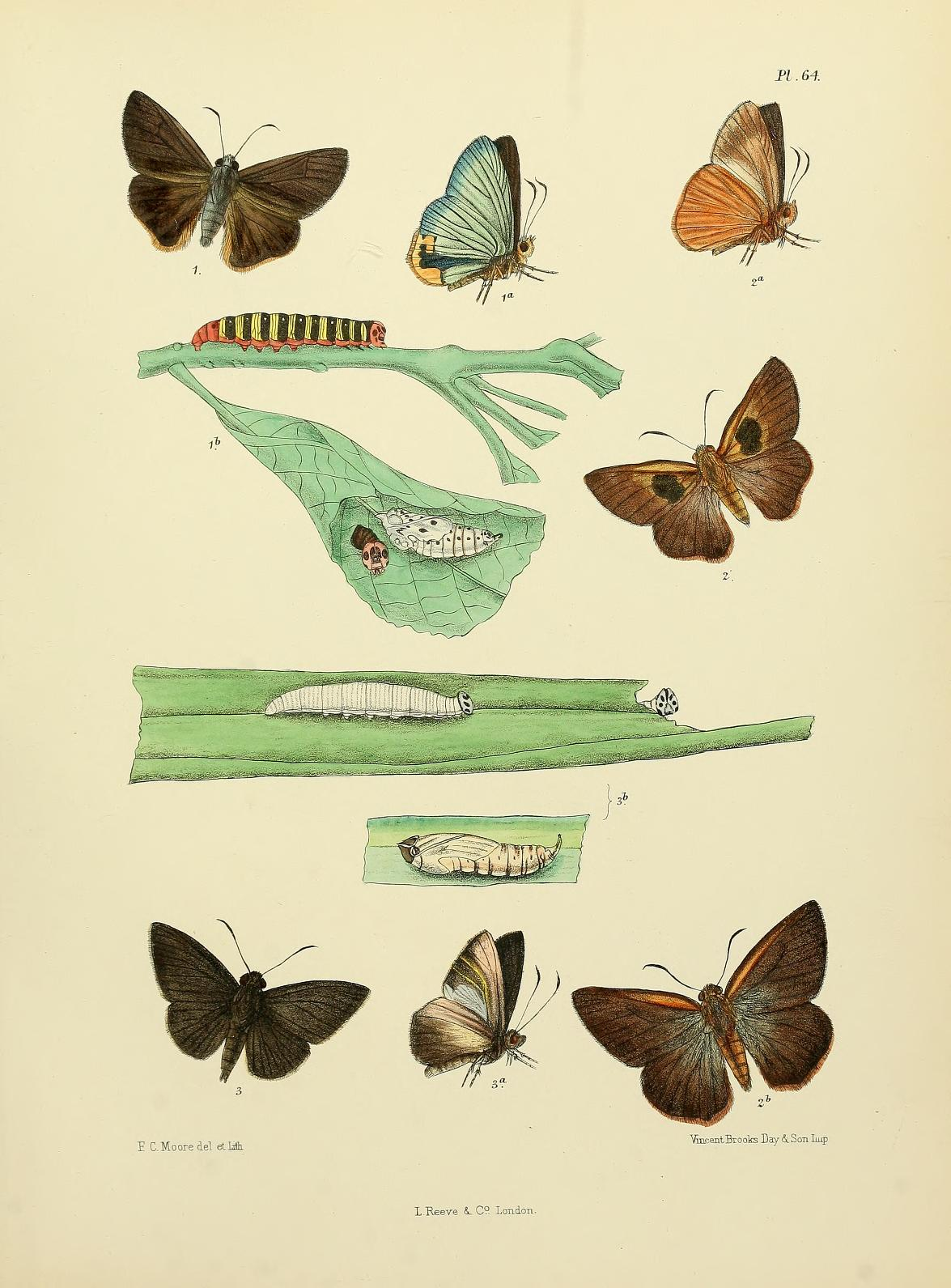
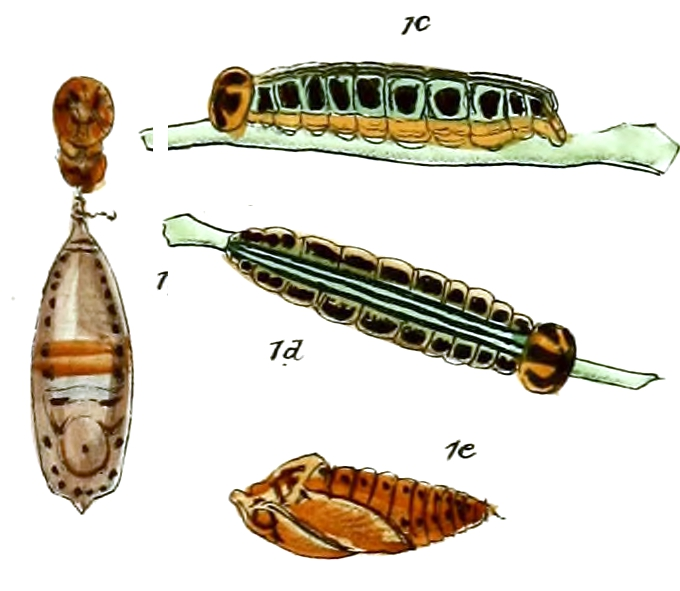